# Summerland (California)
Summerland es un lugar designado por el censo ubicado en el condado de Santa Bárbara en el estado estadounidense de California. En el año 2000 tenía una población de 1.545 habitantes y una densidad poblacional de 297'1 personas por km². La ciudad cuenta con una escuela y una Iglesia Presbiteriana.

## Geografía
Summerland está localizada en las coordenadas 34°25′17″N 119°35′45″O / 34.42139, -119.59583 (34.421395, -119.595969). Es una de las ciudades costeras directas en Santa Bárbara y al oeste-noroeste de Carpintería, y está rodeada completamente por comunidades no incorporadas como Montecito. Summerland tiene una densidad de población más alta que las áreas de sus alrededores. La Ruta Federal 101 pasa por Summerland.
Según el United States Census Bureau, el CDP tiene un área total de 2'0 mi² (5'3 km²), de la cual, 2'0 millas cuadradas (5'2 km²) de ella es tierra y el 0'49% es agua.

## Demografía
Según el censo  realizado en el año 2000, había 1545 personas, 715 hogares, y 368 familias residiendo en el CDP. La densidad poblacional era de 764'7 personas por milla cuadrada (295'3/km²). Habían 784 casas unifamiliares en una densidad de 388'0/sq mi (149'9/km²). La demografía del CDP está compuesta por 91'78% blanco, 0'45% afroamericano, 0'26% amerindio, 2'39% asiático, 0'13% isleños del Pacífico, 2'27% de otras razas, y el 2'72% de dos o más razas. Los hispanos o latinos de cualquier raza constituían el 7'44% de la población.
Los ingresos promedios para el CDP fue de 53.964 dólares, y la renta pércapita para una familia era de 75.625 dólares. Los hombres tenían un ingreso medio de 50.469 dólares frente a 41.042 para las mujeres. 

## En la cultura popular
- Es mencionada en la canción de Everclear "Summerland", de su álbum Sparkle and Fade.
- Es la ubicación principal del Programa de t.v. Summerland.